# Distretto di Qiaodong (Zhangjiakou)
Il distretto di Qiaodong (桥东区S, Qiáodōng QūP) è un distretto della Cina, situato nella provincia di Hebei e amministrato dalla prefettura di Zhangjiakou.